# Verso l'alto
Verso l'alto (Empor) è un dipinto a olio su cartone (70x49 cm) realizzato nel 1929 dal pittore Vasily Kandinsky. È conservato nella Peggy Guggenheim Collection.
Kandinski nella realizzazione di questo quadro subì l'influenza del lavoro di Paul Klee.